# Монодора
Монодора (лат. Monodora) — род двудольных цветковых растений, входящий в семейство Анноновые (Annonaceae).
Представители рода распространены в тропических областях Африки.

## Виды
Род насчитывает около 30 видов; некоторые из них:
- Monodora angolensis Welw.
- Monodora brevipes Benth.
- Monodora carolinae Couvreur
- Monodora crispata Engl. & Diels
- Monodora globiflora Couvreur
- Monodora grandidieri Baill.
- Monodora hastipetala Couvreur
- Monodora junodii Engl. & Diels
- Monodora laurentii De Wild.
- Monodora louisii Boutique
- Monodora minor Engl. & Diels
- Monodora myristica (Gaertn.) Dunal, дерево высотой до 35 м с крупными листьями и большими душистыми одиночными цветками, свисающими на длинных цветоножках. Наружные лепестки желтые, с тёмно-красными пятнами или полосками. Они намного превосходят по величине внутренние желтовато-белые лепестки, сближенные на верхушке. Незрелый плод похож на тыкву. Многочисленные семена, погружённые в сочную мякоть деревянистого плода, по вкусу и аромату напоминают мускатный орех и используются как пряность, а также применяются в народной медицине.
- Monodora preussii Engl. & Diels
- Monodora stenopetala Oliv.
- Monodora tenuifolia Benth.
- Monodora unwinii Hutch. & Dalziel
- Monodora zenkeri Engl.